# Money in the Bank (2014)
Money in the Bank (2014) là một sự kiện pay-per-view đấu vật chuyên nghiệp và sự kiện của WWE Network sản xuất bởi WWE, diễn ra ngày 29 tháng 6 năm 2014 tại TD Garden ở Boston, Massachusetts. It was the fifth annual Money in the Bank event.
Có 8 trận đấu diễn ra trong sự kiện, không có trận đấu diễn ra ở pre-show. Trận đấu thang tranh hợp đồng Money in the Bank thương hiệu có phần thắng thuộc về Seth Rollins. Sự kiện chính là trận đấu thang tranh đai WWE World Heavyweight Championship bỏ trống, và John Cena giành chiến thắng. Sự kiện nhận được 122.000 lượt mua (ngoại trừ lượt xem ở WWE Network), giảm so với con số 199.000 lượt mua của năm trước.

## Kết quả
| #                                           | Kết quả | Thể loại                                                                                     | Thời gian |
| ------------------------------------------- | --- | -------------------------------------------------------------------------------------------- | --------- |
| 1                                           | The Usos (Jey Uso và Jimmy Uso) (c) đánh bại The Wyatt Family (Erick Rowan và Luke Harper)                                | Trận đấu đồng đội tranh đai WWE Tag Team Championship                                        | 13:53     |
| 2                                           | Paige (c) đánh bại Naomi (cùng với Cameron)                                                                               | Trận đấu đơn tranh đai WWE Divas Championship                                                | 07:02     |
| 3                                           | Adam Rose đánh bại Damien Sandow                                                                                          | Trận đấu đơn                                                                                 | 05:12     |
| 4                                           | Seth Rollins đánh bại Dean Ambrose, Dolph Ziggler, Jack Swagger (cùng với Zeb Colter), Kofi Kingston và Rob Van Dam       | Trận đấu thang Money in the Bank tranh hợp đồng tranh đai WWE World Heavyweight Championship | 23:10     |
| 5                                           | Gold và Stardust đánh bại RybAxel (Curtis Axel và Ryback)                                                                 | Trận đấu đồng đội                                                                            | 08:16     |
| 6                                           | Rusev (cùng với Lana) đánh bại Big E bằng đòn khóa                                                                        | Trận đấu đơn                                                                                 | 08:19     |
| 7                                           | Layla đánh bại Summer Rae                                                                                                 | Trận đấu đơn với Fandango là trọng tài khách mời đặc biệt                                    | 03:07     |
| 8                                           | John Cena đánh bại Alberto Del Rio, Bray Wyatt, Cesaro (cùng với Paul Heyman), Kane, Randy Orton, Roman Reigns và Sheamus | Trận đấu thang tranh đai WWE World Heavyweight Championship bỏ trống                         | 26:20     |
| - (c) – chỉ người vô địch bước vào trận đấu | |                                                                                              |           |

## Nhân sự trên màn ảnh khác
| Bình luận viên - Michael Cole - Jerry Lawler - John Bradshaw Layfield Ring announcer - Justin Roberts Người phỏng vấn - Michael Cole - Byron Saxton - Tom Phillips | Bàn Pre-show - Renee Young - Booker T - Christian - Alex Riley Trọng tài - John Cone - Chad Patton - Charles Robinson - Fandango |